# Toafa Takaniko
Toafa Takaniko (Alo, 29 maggio 1985) è un pallavolista francese.
Gioca nel ruolo di palleggiatore nel Gazélec Football Club Ajaccio Volley-Ball.

## Palmarès

### Club
- Coppa di Francia: 2

2015-16, 2016-17
- Supercoppa francese: 1

2016

### Nazionale (competizioni minori)
- Giochi del Mediterraneo 2013